# Aedes pulcritarsis
Aedes pulcritarsis är en tvåvingeart som först beskrevs av Camillo Rondani 1872.  Aedes pulcritarsis ingår i släktet Aedes och familjen stickmyggor. Inga underarter finns listade i Catalogue of Life.